# Bad Monkey
Bad Monkey är en amerikansk dramaserie. Serien är skapad av Bill Lawrence som också är exekutiv producent. Serien som är baserad på Carl Hiaasens roman med samma namn från 2013, och hade premiär på Apple TV+ den 14 augusti 2024.

## Handling
Serien utspelar sig i Florida och Bahamas och kretsar kring Andrew Yancy som är en före detta detektiv men som har degraderats till restauranginspektör i södra Florida. När en avhuggen arm hittas av en turist dras Yancy in i ett äventyr som skadar både landet och miljön.

## Rollista (i urval)
- Vince Vaughn – Andrew Yancy
- Michelle Monaghan – Bonnie
- Jodie Turner-Smith – Dragon Queen
- Meredith Hagner – Eve
- Rob Delaney – Christopher
- Natalie Martinez – Rosa
- L. Scott Caldwell – YaYa
- Ronald Peet – Neville
- John Ortiz – Rogelio
- Charlotte Lawrence
- Alex Moffat – Evan Shook